# Ковыльный (Ростовская область)
Ковыльный — хутор в Матвеево-Курганском районе Ростовской области.
Входит в состав Екатериновского сельского поселения.

## География
На хуторе имеется одна улица: Степная.

## Население
| 2010 |
| ---- |
| 33   |